# 美捷匯控股
美捷匯控股有限公司，簡稱美捷匯控股（英語：Major Holdings Limited，港交所：1389），在2007年，由梁子健（行政總裁）和張俊濤（主席）於香港（總部）成立「紅與白酒業有限公司」（「美酒匯有限公司」前身）。
業務在全球經營銷售和批發各類紅酒、白酒、葡萄酒等產品。
股份則在2014年1月10日於港交所創業板上市，當時代碼為8209.HK，配售股份價格為1.4港元，配售股份數目為3000萬股，集資額為1630萬港元，首天上市收盤報為2.3港1元，較配售價漲幅為110%。
2015年10月30日轉往主板上市，最後交易日為2015年10月19日。

## 外部連結
- majorcellar.com （页面存档备份，存于）